# لاندا بره
لاندا بره یک ستاره است که در صورت فلکی برج حمل قرار دارد.